# Bandar Rakyat
Bandar Rakyat is een bestuurslaag in het regentschap Simalungun van de provincie Noord-Sumatra, Indonesië. Bandar Rakyat telt 2221 inwoners (volkstelling 2010).